# Кумпель
• Кумпель — старольвівське слово німецького походження, котре означає «товариш», «колєга» Слово використовували львівські батяри.
• «Кумпель» — два ресторани регіональної кухні у центрі Львова.